# Sonchamp
Sonchamp település Franciaországban, Yvelines megyében. Lakosainak száma 1664 fő (2022. január 1.). Sonchamp Ablis, Clairefontaine-en-Yvelines, Orcemont, Ponthévrard, Prunay-en-Yvelines, Rambouillet, Saint-Arnoult-en-Yvelines és Saint-Martin-de-Bréthencourt községekkel határos.

## Népesség
A település népessége az elmúlt években az alábbi módon változott:
| Lakosok száma | 1607 | 1641 | 1707 | 1641 | 1619 | 1600 | 1580 | 1630 | 1664 |
|               | 2013 | 2015 | 2016 | 2017 | 2018 | 2019 | 2020 | 2021 | 2022 |